# Sztuń
Sztuń (ukr. Штунь) – wieś w rejonie kowelskim obwodu wołyńskiego, położona na zachód od Radziejowa. Wieś przez wieki zmieniała właścicieli. Należała do Daniłowiczów, Wydźgów, Pruszyńskich, którzy sprzedali ją Branickim. Wieś została skonfiskowana około 1850 roku. Do II wojny światowej we wsi zachowały się pozostałości barokowej rezydencji Wydźgów. Wieś liczy 731 mieszkańców. We wsi znajduje się zabytkowa barokowa cerkiew pod wezwaniem św. Jana Ewangelisty z 1777 roku.
W kwietniu 1944 roku w okolicach wsi toczyły się walki pomiędzy żołnierzami 27 Wołyńskiej Dywizji Piechoty a wycofującymi się oddziałami niemieckimi.
Do II wojny światowej w pobliżu miejscowości znajdował się niewielki przysiółek Sztuński Maj.
Do 2020 w rejonie lubomelskim.

## Zabytki
- ruiny barokowego pałacu
- cerkiew św. Jana Ewangelisty z 1775 roku ufundowana przez starościnę słonimską Marcjannę Sadowską.

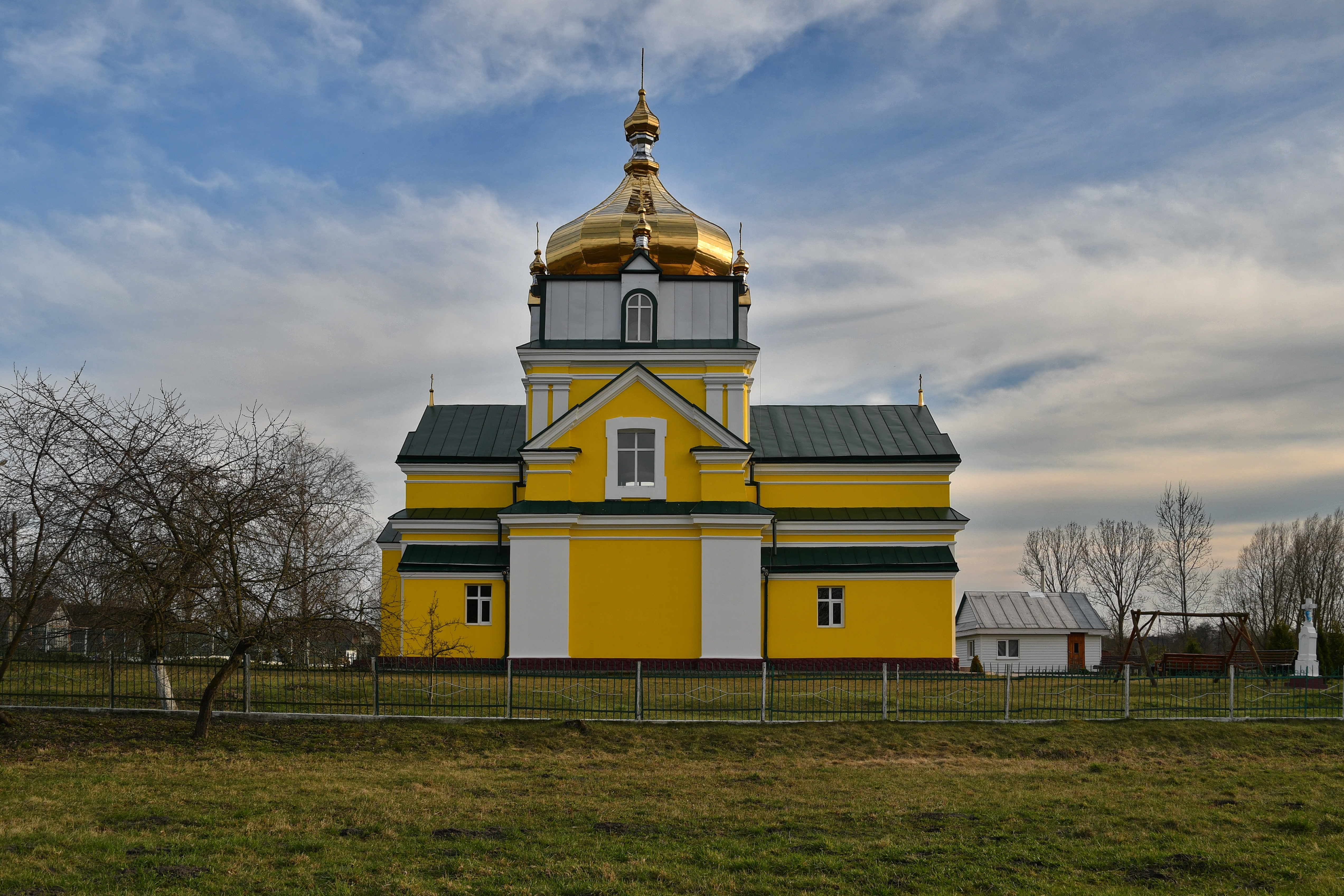
Cerkiew z 1775 roku